# Strongylurus unidens
Strongylurus unidens är en skalbaggsart som beskrevs av Fauvel 1906. Strongylurus unidens ingår i släktet Strongylurus och familjen långhorningar. Inga underarter finns listade i Catalogue of Life.